# ヤードバーズの作品
イギリスのロックバンド、ヤードバーズの作品

## ディスコグラフィ

### アルバム
- FIVE LIVE YARDBIRDS（1964年）

ライブ音源だが、事実上のファーストアルバム。
- FOR YOUR LOVE（1965年）

シングルからの楽曲を収録したアルバム。
- Sonny Boy Williamson & the Yardbirds（1966年）

ブルースマン、サニー・ボーイ・ウイリアムスンのバックをバンドが務めたライブ盤。レルフは未参加。
- HAVING A RAVE UP（1966年）

当時の新曲を含む、米独自で作られたベスト盤。
- YARDBIRDS（1966年）

通称『ROGER THE ENGINEER』。バンドとしては最初に作られたスタジオセッションアルバム。ステレオ盤とモノラル盤が存在し、それぞれ同じ曲で違うテイクが数曲存在する。CDリリースの際にこれらのテイクが全て収録された。
- Blow-Up（邦題：欲望）'（1966年）

同映画のサウンドトラックアルバム。B面1曲目に「Stroll On」を収録。この曲以外はハービー・ハンコックの作品。本来この映画では「Train Kept A Rollin'」を演奏するはずであったが、同曲の権利を保有する音楽出版社が多額の利用料を請求して来たため、やむを得ず替え歌として発表したのがこの「Stroll On」である。
- LITTLE GAMES（1967年）

ペイジ体制になって作られたアルバム。ミッキー・モストのプロデュースによるポップ指向が強い内容。ペイジによるギターの弓引き奏法や、ギターをシタールと同じ調律で演奏した「White Summer」など、ペイジの後のキャリアの原点を見て取れる。当時は米のみで発売され、英では1985年になってから発売された。また、1992年には、アウトテイクやアルバム未収録曲、解散後のレルフ・マッカーティのデュオ「トゥゲザー」の楽曲などを含む、2枚組のリマスター版『Little Games Sessions & More』がリリースされている。
- LIVE YARDBIRDS FEATURING JIMMY PAGE（1971年、1976年）

1968年5月、ニューヨークで行われた解散間際のライブ音源。ペイジの意向で発売後10日間程で回収されたいわく付きのアルバム。ペイジの発言によると、ライブ当日のエンジニアは「エレクトロニクスを使えば何でもできる」と言い、ドラムセットの上にマイクを吊るなど目茶苦茶なセッティングを施されたという。そのため、バスドラムの音が聞き取りにくくなってしまっている。更には演出のため、闘牛場の歓声を故意にミックスされている。本作は、ブートレグが多く出回った。ブートレグであるにも拘らず、元メンバーのインタビューがライナーに掲載されたこともあるという。また1976年には、コロムビア・レコードから本作の会員向け限定盤が配布されている。
- YARDBIRDS…ON AIR（1991年）

BBCライブセッション。ベック、ペイジ時代の音源を中心に収録。同内容のタイトルだけを変えたCDが幾度か再発売されている。
- Cumular Limit（2000年）

2枚組。主にペイジ時代の未公開セッションやライブ音源などを収録。2枚目には当時のライブ映像が収録されている。
- BIRDLAND（2003年）

35年振りの新作。マッカーティ、ドレヤを中心にジョン・アンダン（V）、アラン・グレン（H）、ジピー・メイヨ（G）が参加。全15曲の内、過去の8曲を自らカバーした。ジェフ・ベック、スラッシュ、ブライアン・メイなどのゲストミュージシャンが参加。15曲目の「An Original Man (A Song For Keith)」は、キース・レルフに捧げられた曲。
- YARDBIRDS '68（2017年）

2枚組。先述の『LIVE YARDBIRDS～』と同一のライブ音源で、オリジナルマスターテープより起こされている。そのため歓声などの効果音も消去されており、より自然で鮮明な音質で聴くことが出来る様になった。2枚目には同時期にアメリカのコロムビア・スタジオで録音された楽曲が収録され、後のツェッペリンの楽曲『タンジェリン』のプロトタイプ的な作品「Knowing That I’m Losing You」も含まれている。

### シングル
- I Wish You Would/A Certain Girl（1964年）

デビューシングル。ブルースのカバー曲。
- Good Morning Little Schoolgirl/I Ain't Got You（1964年）

ブルースのカバー曲。A面はクラプトンとサミュエル＝スミスがボーカルを務めている。
- For Your Love/Got To Hurry（1965年）

グレアム・グールドマン作曲による、バンドとしては初のヒット作。このシングルを最後にクラプトン脱退。カップリングは旧来のブルースのカバー曲。
- Heart Full Of Soul（邦題：ハートせつなく）/Steeled Blues（1965年）

ベックが初参加。A面はグレアム・グールドマン作曲。「Heart Full〜」は、シタールを導入した、実験的な要素の強い曲であった（このテイクも存在する）。しかし音が弱くインパクトに欠けており、ベックが偶然持ち込んでいた新しい機器「ファズ」を利用したところ、力強い独特のサウンドとなった。オリジナルのカップリング曲は、ベック体制で最初に録音されたというインスト曲。
- Evil Hearted You（邦題：いたずらっ娘（こ））/Still I'm Sad（1965年）

A面はグレアム・グールドマン作曲。
- I'm A Man/Still I'm Sad（1965年）

A面はボ・ディドリーのカバー曲。米国盤。カップリングのグレゴリオ聖歌風のバラード「Still I'm Sad」もヒットした。バックコーラスには、当時のマネージャーのゴメルスキーも参加している。
- Shapes Of Things/You're A Better Man Than I（1966年）

米国盤ではカップリングが「I'm Not Talking」「New York City Blues」の2バージョンある。
- Questa Volta/Paff...Bumm（1966年）

イタリアのサンレモ音楽祭に参加した時のイタリア限定シングル。「Questa〜」はこの音楽祭での課題曲で、ミュージシャン同士で競作することにより優劣を決めるというもの。バンドにとっては不本意な参加であったため、ベックは参加拒否し、ドレヤがリードギターを務めた。
- Over Under Sideways Down/Jeff's Boogie（1966年）

新マネージャー、ネイピア・ベル体制になってからのシングル。B面はインスト曲で、ベックが影響を受けたアーティスト（レス・ポールなど）へのオマージュ的な色合いの曲。
- Happenings Ten Years Time Ago（邦題：幻の10年）/Psycho Daisies（1966年）

ベック・ペイジ時代に唯一出されたシングル。ジョン・ポール・ジョーンズがベースで参加。実験的なサイケデリック色の強い曲。「Psycho〜」ではベックがボーカルを務めた。米国盤のカップリング曲は「The Nazz Are Blue」。
- Little Games/Puzzles（1967年）

ペイジら4人体制になってから出されたシングル。チェロのアレンジにジョン・ポール・ジョーンズが参加。この頃より、マッカーティ、ドレヤがセッションから外されることが増えてくる。
- Ha Ha Said The Clown/Tinker Tailor Soldier Sailor（1967年）

A面はレルフのみ参加。
- Ten Little Indians/Drinking Muddy Water（1967年）

A面はドレヤ、マッカーティ未参加。B面はタイトル通り、マディ・ウォーターズを茶化したような曲である。
- Goodnight Sweet Josephine/Think About It（1968年）

ペイジ体制最後のシングル。米国のみ発売。発売中止になった同シングルの英国盤は、マッカーティとドレヤ抜きで無許可でセッションされたために両人からクレームが付き、オリジナルメンバーで改めて録音したというテイク。カップリング曲はオリジナルメンバーによるもので、この時期としては珍しくハードな曲。

## 映像
- ヤードバーズ(DVD/ワーナーミュージック WPBR-95007)： ヤードバーズ5年間の軌跡を追ったドキュメンタリービデオ。当時のライブ映像等も収録。

## 参照
1. ↑  中山康樹『ビートルズの謎』（講談社現代新書 2008年）p.72によれば、シタールを使った最初のグループはビートルズでなくヤードバーズだったという。ただし、この曲はシタール抜きで発表され、シタールバージョンは1984年に発表された。